# Слободка (Деражнянский район)
Слободка (укр. Слобідка) — село в Деражнянском районе Хмельницкой области Украины.
Население по переписи 2001 года составляло 203 человека. Почтовый индекс — 32220. Телефонный код — 3856. Занимает площадь 0,764 км². Код КОАТУУ — 6823389003.

## Местный совет
32206, Хмельницкая область, Деражнянский р-н, с. Нижнее, ул. Советская, 46